# Капленко, Василий Петрович
Василий Петрович Капленко (31.03.1914—03.11.1984) — наводчик станкового пулемёта 2-й пулемётной роты 278-го гвардейского стрелкового полка (93-я гвардейская стрелковая Харьковская дважды Краснознамённая орденов Суворова и Кутузова дивизия, 27-й гвардейский стрелковый корпус, 7-я гвардейская армия, 2-й Украинский фронт), гвардии сержант, участник Великой Отечественной войны, кавалер ордена Славы трёх степеней.

## Биография
Родился 31 марта 1914 года в посёлке Новопалестиновка (ныне не существует, территория Атбасарского района Акмолинской области, Казахстан) в крестьянской семье. Украинец. Окончил 4 класса. Жил в селе Бирюки ныне Ракитнянского района Киевской области (Украина). Работал в колхозе.
С 1938 по 1940 год проходил действительную воинскую службу в Красной Армии. Повторно призван в январе 1944 года. С февраля 1944 года – в действующей армии. Воевал на 2-м Украинском фронте. Принимал участие в Уманско-Ботошанской, Ясско-Кишинёвской, Дебреценской, Будапештской, Братиславско-Брновской и Пражской наступательных операциях.
Пулемётчик стрелковой роты 278-го гвардейского стрелкового полка (93-я гвардейская стрелковая дивизия, 27-я армия, 2-й Украинский фронт) гвардии рядовой Капленко 23 сентября 1944 года во время наступления близ населённого пункта Агриш (18 километров южнее города Клуж - ныне Клуж-Напока, Румыния) выдвинулся со своим пулемётом вперёд, подавил 3 пулемёта противника и обеспечил продвижение стрелковых подразделений.
Приказом командира 93-й гвардейской стрелковой дивизии гвардии полковника Золотухина Н. Г. 5 октября 1944 года гвардии красноармеец Капленко Василий Петрович награждён орденом Славы 3-й степени.
В ходе Дебреценской наступательной операции 18 октября 1944 года в районе города Маргита (ныне жудец Бихор, Румыния) пулемётный расчёт Капленко выдвинулся вперёд, подпустил контратакующую пехоту противника на близкое расстояние и кинжальным огнём уничтожил до 30 вражеских солдат. В этот день пулемётчики участвовали в отражении 4 контратак врага. Когда закончились боеприпасы, солдаты противника приблизились вплотную к пулемёту и пытались захватить расчёт. Василий Капленко гранатами уничтожил 2 вражеских офицеров и 7 солдат. Атака была отбита. 
Приказом командующего 27-й армией от 30 ноября 1944 года гвардии красноармеец Капленко Василий Петрович награждён орденом Славы 2-й степени.
В период Братиславско-Брновской наступательной операции полки 93-й гвардейской стрелковой дивизии вышли к реке Морава, форсировали её и захватили плацдарм в районе населённого пункта Дюрнкрут (ныне округ Гензерндорф, федеральная земля Нижняя Австрия, Австрия). 6 апреля 1945 года Василий Капленко в составе пулемётного расчёта переправился через реку и включился в бои по удержанию плацдарма. В течение 6 дней воины отражали контратаки противника и прикрывали переправу остальных подразделений 2-го батальона своего полка. За это время они уничтожили до роты живой силы противника. Приказом главнокомандующего войсками Южной группы войск награждён орденом Отечественной войны 1-й степени.
22 апреля 1945 года гвардии сержант Капленко в бою на подступах к городу Микулов (Чехословакия) умело выбрал позицию для стрельбы, подавил огневую точку противника и истребил более 10 гитлеровцев, что помогло стрелковым подразделениям ворваться на окраину города.
Приказом командующего 7-й гвардейской армией от 24 мая 1945 года гвардии сержант Капленко Василий Петрович награждён вторым орденом Славы 2-й степени.
В 1945 году демобилизован. Жил в сёлах Бирюки и Пугачёвка Ракитнянский район Киевская область (Украина). Работал в колхозе.
Умер 3 ноября 1984 года, похоронен в селе Пугачёвка Ракитнянский район.
Указом Президиума Верховного Совета СССР от 5 февраля 1985 года в порядке перенаграждения Капленко Василий Петрович награждён орденом Славы 1-й степени.

Награждён орденами Отечественной войны 1-й степени (10.10.1945), Славы 1-й (05.02.1985), 2-й (30.11.1944) и 3-й (05.10.1944) степеней, медалями.

## Награды
- Орден Отечественной войны I степени (10.10.1945)[3]

- Полный кавалер ордена Славы:
  - орден Славы I степени (05.02.1985)[4];
  - орден Славы II степени (30.11.1944)[5];
  - орден Славы III степени (05.10.1944)[6];
- медали, в том числе:
  - «В ознаменование 100-летия со дня рождения Владимира Ильича Ленина» (6 апреля 1970)
  - «За победу над Германией в Великой Отечественной войне 1941—1945 гг.» (9 мая 1945[7])[8]
  - «За взятие Будапешта» (09.06.1945)
  - «За освобождение Праги» (09.05.1945)[1]
  - «20 лет Победы в Великой Отечественной войне 1941—1945 гг.» (7 мая 1965[9])
  - «30 лет Победы в Великой Отечественной войне 1941—1945 гг.»[10]

- - «50 лет Вооружённых Сил СССР» (26 декабря 1967[11])
- Знак «25 лет победы в Великой Отечественной войне» (1970)

## Память
- На могиле установлен надгробный памятник[12].
- Его имя увековечено в Главном Храме Вооружённых сил России, и навсегда запечатлено на мемориале «Дорога памяти»[13].
- Именем Василия Капленко названа улица в селе Пугачёвка.